# Jesús Caldera
Pour les articles homonymes, voir Caldera, Sánchez et Capitan.
Caldera  Sánchez-Capitán est un nom espagnol. Le premier nom de famille, en général paternel, est Caldera ; le second, en général maternel, souvent omis, est Sánchez-Capitán.
Jesús Caldera Sánchez-Capitán, né le 31 octobre 1957 à Béjar (province de Salamanque), est un homme politique espagnol membre du Parti socialiste ouvrier espagnol (PSOE).
Élu en 1982 au Congrès des députés, il en est alors le benjamin et y siège pendant neuf législatures. Il occupe le poste de secrétaire général du groupe socialiste entre 1993 et 1998. Dans la perspective du congrès du PSOE de 2000, il cofonde le collectif réformateur Nueva Vía, qui porte José Luis Rodríguez Zapatero au secrétariat général. Ce dernier le nomme ensuite porte-parole du groupe parlementaire.
Après le retour du PSOE au pouvoir en 2004, il est désigné ministre du Travail. Il assure l'adoption de lois emblématiques sur les droits des femmes, l'instauration de nouvelles prestations sociales en matière de dépendance et de parentalité, la hausse de 30 % du salaire minimum en quatre ans et la régularisation de 800 000 sans-papiers.
Il quitte le gouvernement après les élections de 2008 pour diriger la fondation IDEAS du PSOE, chargée de réfléchir à l'avenir du projet social-démocrate. Il est confirmé en 2012 par Alfredo Pérez Rubalcaba, successeur de Zapatero, mais la fondation est fermée début 2014 en raison d'un scandale. Il n'est pas reconduit, peu après, au sein de la direction du PSOE par le nouveau secrétaire général Pedro Sánchez.
Renonçant à se représenter aux élections générales de 2015, il met un terme à sa vie politique et retrouve son poste de fonctionnaire territorial de la mairie d'Ávila.

## Jeunesse et famille
Jesús Caldera Sánchez-Capitán naît le 31 octobre 1957 à Béjar, dans la province de Salamanque. Il est marié et père de trois filles.
En 2003, sa sœur, María Luisa Caldera, et son cousin germain, Pedro Sánchez-Capitán, se présentent aux élections municipales, tous les deux sur une liste du Parti populaire (PP), à Béjar et Miranda del Castañar respectivement.
Il est titulaire d'une licence en sciences politiques, sociologie et droit. Il passe avec succès, au début des années 1980, le concours des secrétaires municipaux. Il est ensuite recruté par la mairie d'Ávila.

## Ascension politique

### Député dès l'âge de 24 ans
Jesús Caldera adhère au Parti socialiste ouvrier espagnol (PSOE) en 1979. Il participe cette même année au congrès fédéral extraordinaire, qui ratifie l'évolution — promue par Felipe González — de l'idéologie du parti du marxisme-léninisme vers la social-démocratie, en tant que délégué du PSOE de la province de Salamanque. Il avait pour mandat de soutenir ce changement de ligne politique.
Le 11 septembre 1982, la commission exécutive régionale du Parti socialiste de Castille-et-León-PSOE (PSCyL-PSOE) approuve les candidatures dans les neuf circonscriptions de Castille-et-León pour les élections générales du 28 octobre. Caldera est investi en troisième position dans la circonscription de Salamanque sur la liste conduite par Ciriaco de Vicente. Avec plus de 98 000 voix, les socialistes emportent trois des quatre sièges à pourvoir. Cela assure son élection au Congrès des députés, à l'âge de 24 ans.
À l'ouverture de la IIe législature, qui compte 202 députés socialistes, il est l'un des benjamins de l'assemblée. Il fait donc office de secrétaire du bureau d'âge, monopolisé par le PSOE, avec Enrique González Cravioto, sous la présidence du doyen, Máximo Rodríguez Valverde.
En vue des élections anticipées du 22 juin 1986, il est remonté à la deuxième place à Salamanque. Cela sauve son siège au Congrès, dans la mesure où les 38,6 % obtenus par la liste du PSOE ne lui garantissent que deux mandats sur quatre. Il est réélu au scrutin anticipé du 29 octobre 1989, toujours en deuxième position. Les socialistes conservent leurs deux sièges avec 37,3 % des suffrages, mais sont devancés en voix par le nouveau Parti populaire (PP).

### Numéro deux du groupe parlementaire

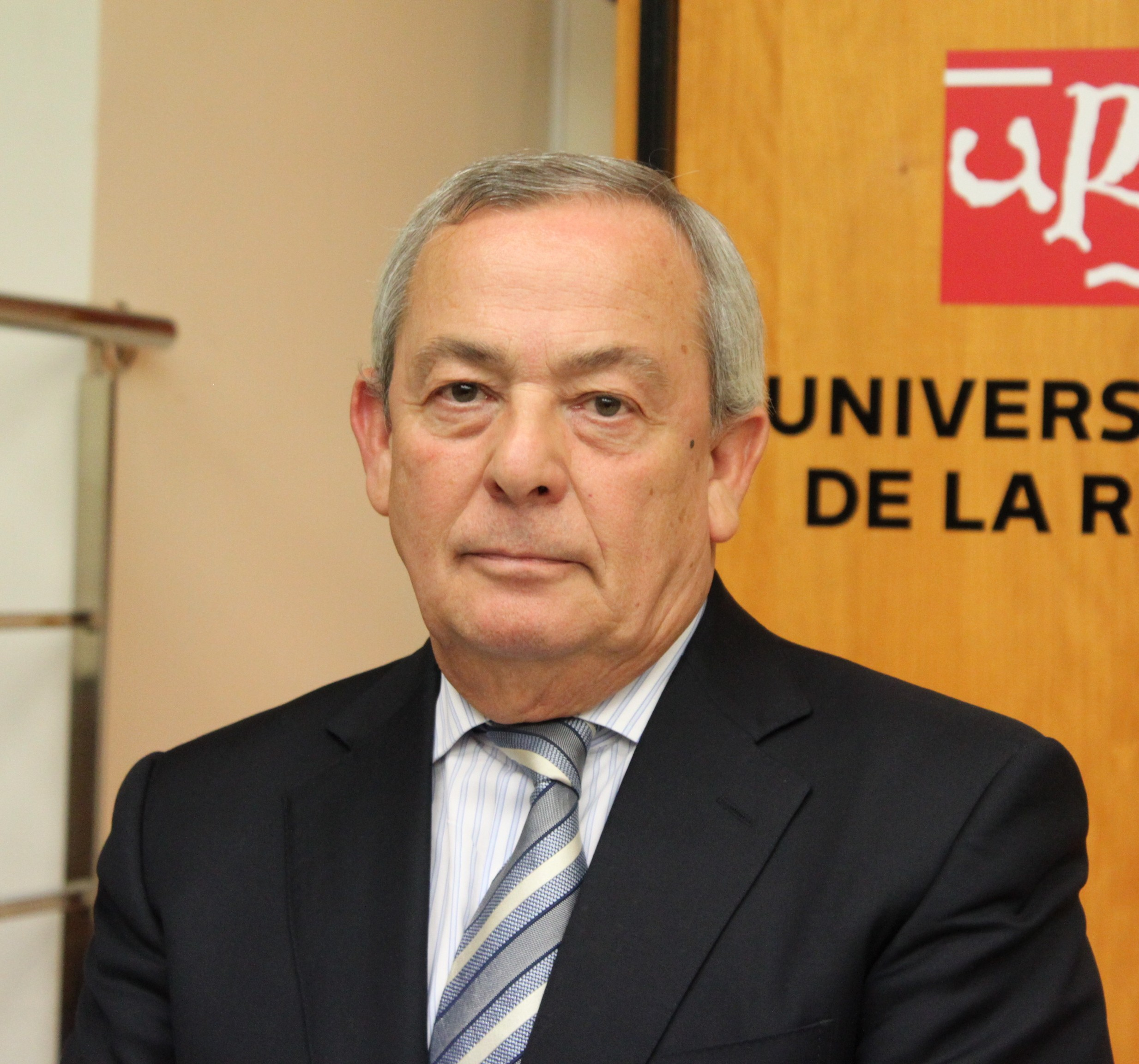
À l'été 1993, Carlos Solchaga nomme Jesús Caldera secrétaire général du groupe socialiste au Congrès des députés.

Dans la perspective des élections législatives anticipées du 6 juin 1993, Jesús Caldera se trouve investi, à 35 ans, tête de liste socialiste dans la circonscription de Salamanque. La liste du PSOE ayant remporté 37,1 % des suffrages exprimés et deux mandats sur les quatre à pourvoir, il est réélu député.
Le 21 juillet, le secrétaire général du groupe socialiste au Congrès des députés, José María Mohedano, en fonction depuis moins d'un mois, démissionne après avoir été mis en cause dans une affaire de trafic d'influence. Carlos López Riaño, Álvaro Cuesta, Joan Marcet et Jesús Caldera sont évoqués pour prendre sa succession,,. Caldera est effectivement proposé, le 7 septembre, comme nouveau secrétaire général par le porte-parole parlementaire, Carlos Solchaga, lors d'une réunion de la commission exécutive fédérale du PSOE. Il est formellement élu le lendemain par ses pairs du groupe socialiste.
Lorsque l'ancien ministre Joaquín Almunia est choisi par la commission exécutive du parti, le 9 mai 1994, comme nouveau porte-parole, à la suite de la démission de Solchaga, le secrétaire général sortant est maintenu. Il est réélu au cours des élections générales anticipées du 3 mars 1996, mais les vingt points d'avance remportés par le Parti populaire le laissent comme unique député socialiste de Salamanque sur les quatre mandats en jeu. Il est confirmé, trois semaines plus tard, dans ses fonctions de secrétaire général, toujours sous la direction d'Almunia. Après qu'Almunia a été élu secrétaire général du PSOE, il réorganise, en septembre 1997, la direction du groupe, sans toucher à Jesús Caldera : Juan Manuel Eguiagaray devient porte-parole, María Teresa Fernández de la Vega et Francisco Fernández Marugán secrétaires généraux adjoints.
Environ six mois plus tard, le chef de file électoral du Parti socialiste, Josep Borrell, prend la succession d'Eguiagaray comme porte-parole des députés socialistes. Il hésite à maintenir Caldera comme secrétaire général, ou à le remplacer par María Teresa Fernández de la Vega. Tant Eguiagaray qu'Almunia défendent devant Borrell les capacités du secrétaire général pour conserver ses fonctions. Lors de la réunion de groupe du 26 mai, Borrell propose finalement que Fernández de la Vega prenne la succession de Caldera. Il le rappelle néanmoins le 27 juillet suivant, comme porte-parole socialiste pour les Infrastructures.

## Proche de Zapatero

### Fondateur de Nueva Vía

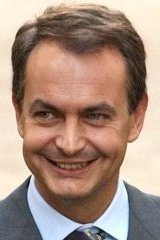
Jesús Caldera cofonde le collectif Nueva Vía, qui soutient José Luis Rodríguez Zapatero.

À la suite de la défaite du Parti socialiste aux élections générales du 12 mars 2000, Jesús Caldera est évoqué comme possible nouveau porte-parole du groupe socialiste, avec notamment José Luis Rodríguez Zapatero ou Alfredo Pérez Rubalcaba. La direction provisoire, mise en place à la suite de la démission de Joaquín Almunia, confirme cependant Luis Martínez Noval. Noval le maintient dans ses fonctions de porte-parole thématique.
Dans la perspective du XXXVe congrès fédéral du PSOE, il se réunit le 4 avril avec les députés Rodríguez Zapatero, Jordi Sevilla et Germà Bel (es) au domicile madrilène de Trinidad Jiménez. Cette dernière et Sevilla avaient publié chacun une tribune sur la nécessaire rénovation du PSOE et avaient convenu de se rencontrer. Lors d'une nouvelle rencontre, le 12 avril, au bureau parlementaire de Caldera, celui-ci suggère à Zapatero, Sevilla, Antonio Cuevas et Víctor Morlán — qui ont rejoint le groupe au même titre que José Blanco, Juan Fernando López Aguilar et José Segura — de désigner leur équipe sous le nom de « Nueva Vía » (en français : « Nouvelle Voie »), afin de faire référence à leur volonté d'ouvrir « un nouveau chemin » pour le socialisme espagnol.
Le collectif se rassemble de nouveau le 26 avril, en présence d'une cinquantaine de personnes, dont une trentaine de parlementaires. Il décide de se doter de deux porte-paroles, Jesús Caldera et Trinidad Jiménez. Caldera présente, le 5 mai, le manifeste de Nueva Vía, qui propose un projet d'expansion des droits fondamentaux, sociaux et des libertés publiques, s'inscrivant dans une ligne sociale-démocrate par la défense de l'égalité, de la liberté, du renforcement des services publics — tout en se disant favorable à la stimulation de la responsabilité individuelle et à un marché compétitif — et du soutien « au déploiement des identités territoriales et collectives des nationalités et régions ». Le groupe se structure ensuite autour de Zapatero, candidat au secrétariat général du Parti socialiste, et Caldera, coordonnateur général.

### Porte-parole du groupe parlementaire
Zapatero l'ayant emporté au congrès du PSOE, Jesús Caldera est désigné, le 27 juillet, comme futur porte-parole du groupe parlementaire. À la fin du mois d'août, la commission exécutive du parti valide la composition du nouveau bureau, dans lequel Fernández de la Vega est confirmée en tant que secrétaire générale. Très rapidement, il est perçu comme l'un des « numéro deux » de Zapatero avec le secrétaire à l'Organisation du PSOE, José Blanco. Ce dernier affirme que ce titre honorifique doit revenir au seul Caldera.
À l'occasion du débat parlementaire au sujet du naufrage du pétrolier Prestige le 18 décembre 2002, il fait l'objet d'une attaque en règle du Parti populaire (PP). Alors qu'il interroge le premier vice-président du gouvernement, Mariano Rajoy, l'ensemble des députés du groupe populaire quitte l'hémicycle, à l'exception de leur porte-parole, Luis de Grandes un mouvement inédit pour un parti au pouvoir. Les députés conservateurs protestent ainsi contre un document, diffusé la veille par les socialistes, qui rendait responsable l'exécutif du changement de cap du navire le matin du 19 novembre, omettant un rapport confirmant que cette décision est le fait de l'affréteur. En réponse, Rajoy rétorque « Avez-vous si peu de dignité que vous osez poser cette question au Parlement après ce que vous avez fait hier ? » avant de le qualifier de député « indigne ». Les parlementaires du PP regagnent ensuite leurs sièges. Caldera indique, le 20 décembre, n'avoir « jamais eu l'intention de manipuler, d'altérer ou de falsifier » et que son « erreur a été de ne pas tenir compte de la malhonnêteté du Parti populaire », se disant soutenu par Zapatero.
Il est choisi, le 9 juin 2003, comme coordonnateur du programme électoral du PSOE pour les élections de 2004, lors de la constitution du comité électoral, piloté par José Blanco. Il est donc responsable des travaux de la conférence politique, convoquée en janvier 2004 afin de valider les bases du projet socialiste. Le programme, adopté par la conférence le 18 janvier, prévoit notamment la légalisation du mariage des couples de personnes de même sexe, une loi contre la violence de genre, une loi pour faire face à la dépendance, la réservation de 40 % du foncier public pour construire des logements à prix régulés pour les jeunes, le passage de l'éducation religieuse au statut de matière optionnelle à l'école, l'augmentation du salaire minimum de 460 à 600 € mensuels, et le retrait des troupes espagnoles d'Irak. Il est ratifié, le 6 février, à l'unanimité par le comité fédéral du PSOE.

## Ministre du Travail et des Affaires sociales

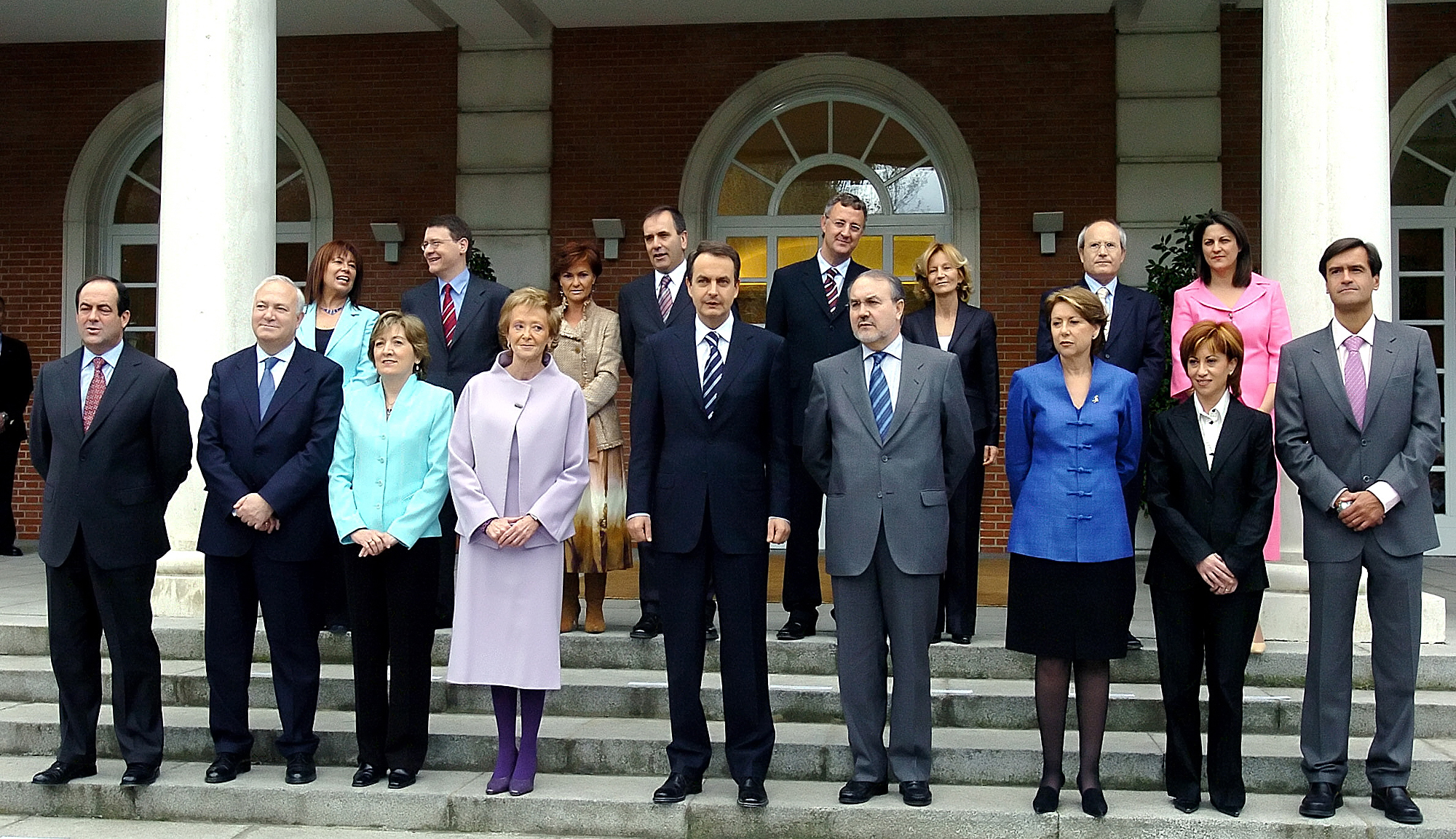
Jesús Caldera est ministre du Travail du gouvernement Zapatero entre 2004 et 2008.

Le PSOE ayant remporté les élections générales du 14 mars 2004, José Luis Rodríguez Zapatero annonce le 31 mars suivant que Jesús Caldera occupera le poste de ministre du Travail et des Affaires sociales. Assumant un fort profil socialiste mais pas doctrinaire qui le situe à la gauche du PSOE, Jesús Caldera a choisi lui-même son portefeuille, alors qu'il était pressenti comme vice-président du gouvernement ou ministre de l'Équipement.
Son intention est de faire du ministère un grand département des politiques sociales, s'appuyant notamment sur les secrétaires d'État Consuelo Rumí, chargée des migrations, Amparo Valcarce, chargée des questions sociales, et Octavio Granado (es), responsable de la Sécurité sociale.
Il est formellement nommé le 18 avril, à l'âge de 46 ans, et participe le jour même à la passation de pouvoir avec son prédécesseur, Eduardo Zaplana. Dans son discours d'intronisation, il affiche comme objectifs de réduire le travail temporaire, d'augmenter les pensions et de faire voter la loi contre les violences faites aux femmes.

### Lois pour les droits des femmes
Jesús Caldera annonce, le 20 avril, la création immédiate du secrétariat général des Politiques d'égalité afin de donner un rang administratif plus élevé aux politiques des droits des femmes, et que la loi sur la violence de genre prévoira l'institution d'une délégation du gouvernement spécifique à cette problématique.
Deux mois plus tard, le Conseil des ministres adopte le projet de « loi organique globale relatif à la violence de genre ». Ce texte envisage notamment le durcissement des peines pour les agresseurs, la création de tribunaux spécialisés, et autorise les enfants de victimes à accéder à ces tribunaux particuliers. Face aux critiques du Conseil général du pouvoir judiciaire (CGPJ) et du Conseil d'État sur la discrimination pénale envers les hommes — les menaces et violences légères constituant pour eux des délits, mais des infractions pour les femmes —, le ministre du Travail rétorque que cette inégalité est le moyen pour garantir l'égalité réelle. Le projet de loi est adopté en première lecture à l'unanimité par le Congrès des députés le 7 octobre puis par le Sénat, qui y apporte quelques amendements de consensus, le 2 décembre. Au cours du débat précédant l'ultime vote au Congrès des députés, le 22 décembre, Caldera défend cette loi comme « un exemple de discrimination positive », qu'il défend par le fait que « quand les inégalités atteignent un tel niveau, il est nécessaire d'introduire des solutions elles aussi inégales, afin de parvenir à l'égalité ». Le projet de loi est ensuite adopté de manière définitive à l'unanimité de la chambre.
L'avant-projet de loi relatif à l'égalité est approuvé en Conseil des ministres le 3 mars 2006, prévoyant notamment la création d'un congé de paternité de huit jours, l'amélioration du régime des congés pour élever les enfants en bas âge, l'inversion de la charge de la preuve en cas de discrimination, l'obligation pour les partis de présenter des listes avec au moins 40 % de candidats de chaque sexe, et une meilleure représentation des femmes dans les conseils d'administration. Validé en Conseil des ministres trois mois et demi plus tard, le projet de « loi organique relative à l'égalité entre les femmes et les hommes » donne aux entreprises huit ans pour atteindre 40 % de femmes dans les conseils de direction, contre quatre ans dans la version initiale, et oblige les entreprises de plus de 250 salariés à négocier des plans d'égalité, mais pas à parvenir à un accord. Le projet est adopté par le Congrès en première lecture le 21 décembre sans opposition, le Parti populaire faisant le choix de l'abstention, puis par le Sénat, qui l'amende, à la veille de la Journée internationale des femmes le 7 mars 2007, là encore avec l'abstention du PP. Le 15 mars, la loi est définitivement approuvée au Congrès des députés par 192 voix pour et 119 abstentions, le Parti populaire ayant de nouveau refusé de soutenir le texte. Le recours en inconstitutionnalité déposé par le groupe populaire est rejeté le 29 janvier 2008 par le Tribunal constitutionnel, par onze voix contre une.

### Création de nouvelles prestations sociales
Le Conseil des ministres adopte, le 23 décembre 2005, l'avant-projet de loi de promotion de l'autonomie personnelle et d'attention aux personnes dépendantes. Le texte organise la création du Système national de dépendance (SND), qui rassemble toute une série de services publics et privés pour les personnes dépendantes de plus de trois ans qui ne peuvent vivre seules au quotidien, instaure une aide financière pour les proches aidants, crée un barème unifié de classification du niveau de dépendance, et instaure un abattement fiscal pour les Espagnols souscrivant une assurance privée contre la dépendance. Le projet de loi est approuvé le 21 avril 2006, et prévoit une montée en charge progressive du SND entre 2007 et 2015, l'État et les communautés autonomes finançant à parité les 24 milliards d'euros nécessaires à sa mise en œuvre, qui s'articule autour de la téléassistance, des centres de jour, de l'aide à domicile et des résidences médicalisées. Le gouvernement envisage un total de 1 373 000 bénéficiaires en 2015, Jesús Caldera parlant d'une « énorme avancée sociale ». La loi est approuvée, le 30 novembre, par le Congrès des députés, avec le refus de Convergence et Union (CiU), du Parti nationaliste basque (EAJ/PNV) et d'Eusko Alkartasuna (EA), qui jugent que ce texte empiète sur les compétences des communautés autonomes.
Au cours du débat sur l'état de la Nation, José Luis Rodríguez Zapatero annonce, le 3 juillet 2007, son intention de mettre en place une aide de 2 500 euros pour chaque nouvelle naissance à partir de ce jour. Ce « chèque-bébé », dont la mise en place relève des ministères de l'Économie et du Travail, est approuvé sous forme de projet de loi en Conseil des ministres dix jours plus tard : il concerne les naissances, les adoptions, et toutes les familles espagnoles, sans condition de ressource ou de nationalité. Le texte est validé par le Congrès le 18 octobre, puis par le Sénat le 6 novembre, après un débat au cours duquel les orateurs dénoncent le caractère électoraliste de cette mesure, étant donné la proximité des prochaines élections générales. Zapatero annonce la suppression de l'aide le 12 mai 2010, dans le cadre de mesures de rigueur budgétaire.

### Hausse du salaire minimum et succès du dialogue social

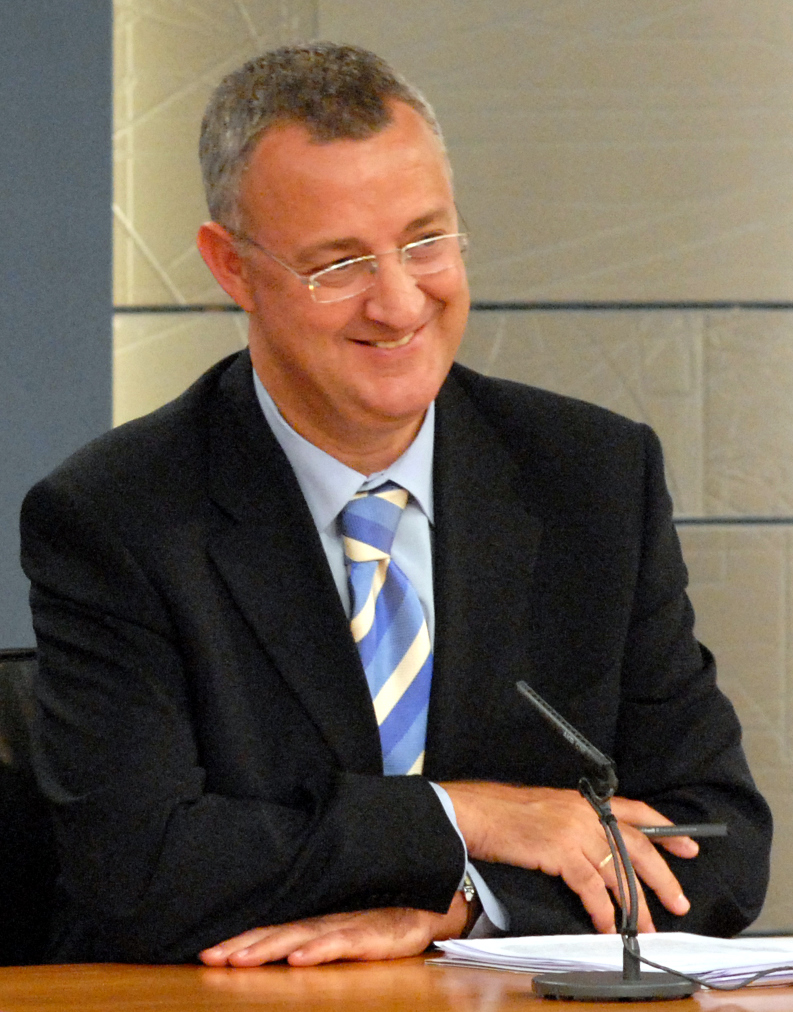
Jesús Caldera fait progresser le salaire minimum de 30 % en quatre ans.

Dans le cadre de l'objectif gouvernemental d'un salaire minimum interprofessionnel (SMI) à 600 euros en 2008, Jesús Caldera annonce le 18 mai 2004 que celui-ci augmentera de 6,6 % au 1er juillet, pour passer de 460,5 à 490 euros. Le ministre du Travail justifie cette hausse par « l'efficacité économique et la justice sociale », bien que celle-ci maintienne le salaire minimum espagnol comme le deuxième plus faible de l'Union européenne à 15, devant le Portugal. Le 30 décembre, il présente une hausse de 4,5 %, portant le SMI à 513 euros. Au Congrès des députés le 14 décembre 2005, il fait savoir qu'une nouvelle progression de l'ordre de 5 % portera, au 1er janvier 2006, le salaire de base à 540 euros, ce qui représente une hausse de 14 % depuis le début de la législature. Une nouvelle augmentation, de 5,5 %, est annoncée le 20 décembre 2006, ce qui porte le SMI à 570,6 euros mensuels. Lors du dernier Conseil des ministres de l'année 2007, le 28 décembre, l'exécutif approuve une hausse de 5,15 %, amenant le SMI à 600 euros par mois, soit une progression de 30,3 % sur l'ensemble de la législature. Selon le gouvernement, cette progression n'a pas empêché que soient créés trois millions d'emplois nouveaux.
Après un accord passé avec l'ensemble des partis — à l'exception du Parti populaire — et partenaires sociaux, il fait adopter le 30 décembre par le gouvernement le décret permettant de régulariser 800 000 immigrés clandestins, selon deux conditions : vivre en Espagne depuis au moins six mois et disposer d'un contrat de travail. Caldera explique ainsi vouloir faciliter l'immigration légale, en associant immigration et marché du travail. Cette politique est vertement critiquée par le PP, dont le secrétaire général, Ángel Acebes, dénonce une « politique de portes ouvertes ».
Un an et demi plus tard, le 4 mai, gouvernement, syndicats et patronat signent leur premier accord collectif depuis la victoire des socialistes en 2004, dont l'objectif est de réduire les contrats temporaires et le chômage des femmes, tout en réduisant les cotisations sociales patronales et augmentant les aides à l'embauche des entreprises. Pour Caldera, ce pacte est « ambitieux, réaliste et cohérent ». Le décret-loi pour son application est adopté le 9 juin pour une entrée en vigueur au 1er juillet, les 200 000 contractuels temporaires de la fonction publique étant concernés par les règles de passage au contrat à durée indéterminée, pour un coût de plus d'un milliard d'euros. Un nouvel accord, plus timide, réformant les pensions de veuvage et de retraite est signé le 13 juillet.

## Idéologue du PSOE

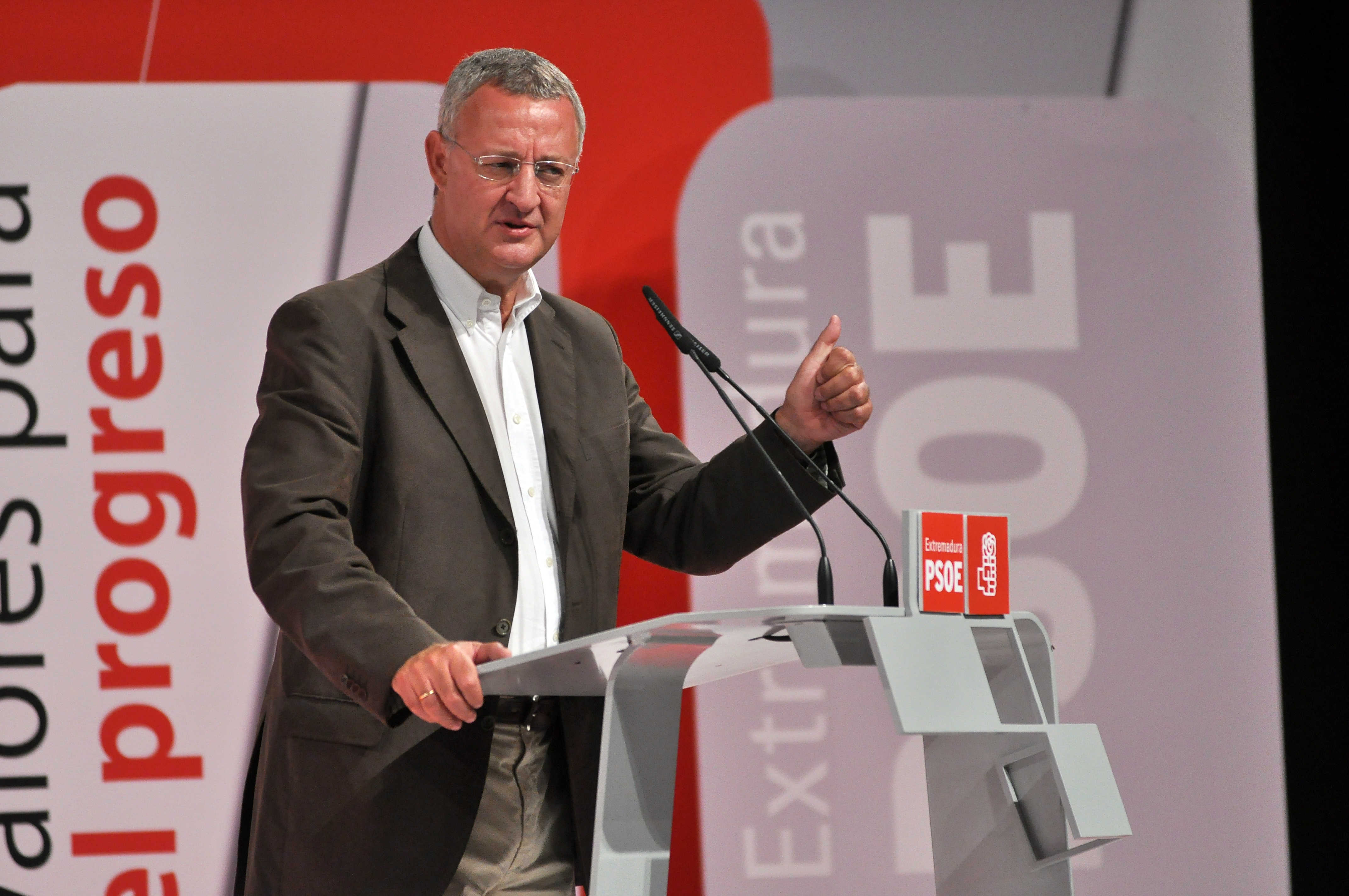
Jesús Caldera intervenant devant la conférence politique du PSOE de 2010.

## «Idéologue»du PSOE

### Sortie du gouvernement
Lors de la réunion du comité fédéral du Parti socialiste ouvrier espagnol du 9 juin 2007, José Luis Rodríguez Zapatero annonce que Jesús Caldera sera de nouveau chargé de rédiger le programme électoral du parti pour les élections générales du 9 mars 2008. Le 13 novembre, Caldera indique qu'il sera conseillé par un panel de 14 experts internationaux, notamment les prix Nobel Joseph Stiglitz, Wangari Matthai et Helen Caldicott. La mesure phare du projet socialiste, présenté le 27 janvier 2008 lors d'une conférence politique, est la baisse généralisée de 400 euros de l'impôt sur le revenu pour tous les salariés et retraités, ce qui permettra d'exonérer presque entièrement les mileuristas. Le PSOE propose également de créer 300 000 places en crèche, de faire passer le salaire minimum à 800 euros mensuels et d'augmenter les plus basses pensions de 200 euros, ou encore de créer une circonscription électorale pour les expatriés.
Le 26 mars 2008, deux semaines et demi après les élections, il révèle que Zapatero ne l'a toujours pas contacté pour évoquer son avenir ministériel. Lors de l'annonce de la composition du gouvernement Zapatero II le 11 avril, Jesús Caldera en est absent. Il révèle que le président du gouvernement lui a confié « une importante mission sur le terrain des idées ». Cette sortie est une surprise pour les observateurs, du fait de son bon bilan, de sa proximité et de son amitié avec Zapatero, son ministère étant divisé entre Celestino Corbacho, Mercedes Cabrera et Bibiana Aído. Relégué à la présidence de la commission parlementaire du Handicap, il rejoint les principaux cadres de Nueva Vía, écartés du pouvoir huit ans après leur victoire au 35e congrès du PSOE. Lui assure que le plus important est de « développer un projet qui a commencé avec Nueva Vía », reconnaissant que le secrétaire général du parti a opéré « un renouvellement par couches, pour laisser la place à une nouvelle génération ».

### Fondation IDEAS

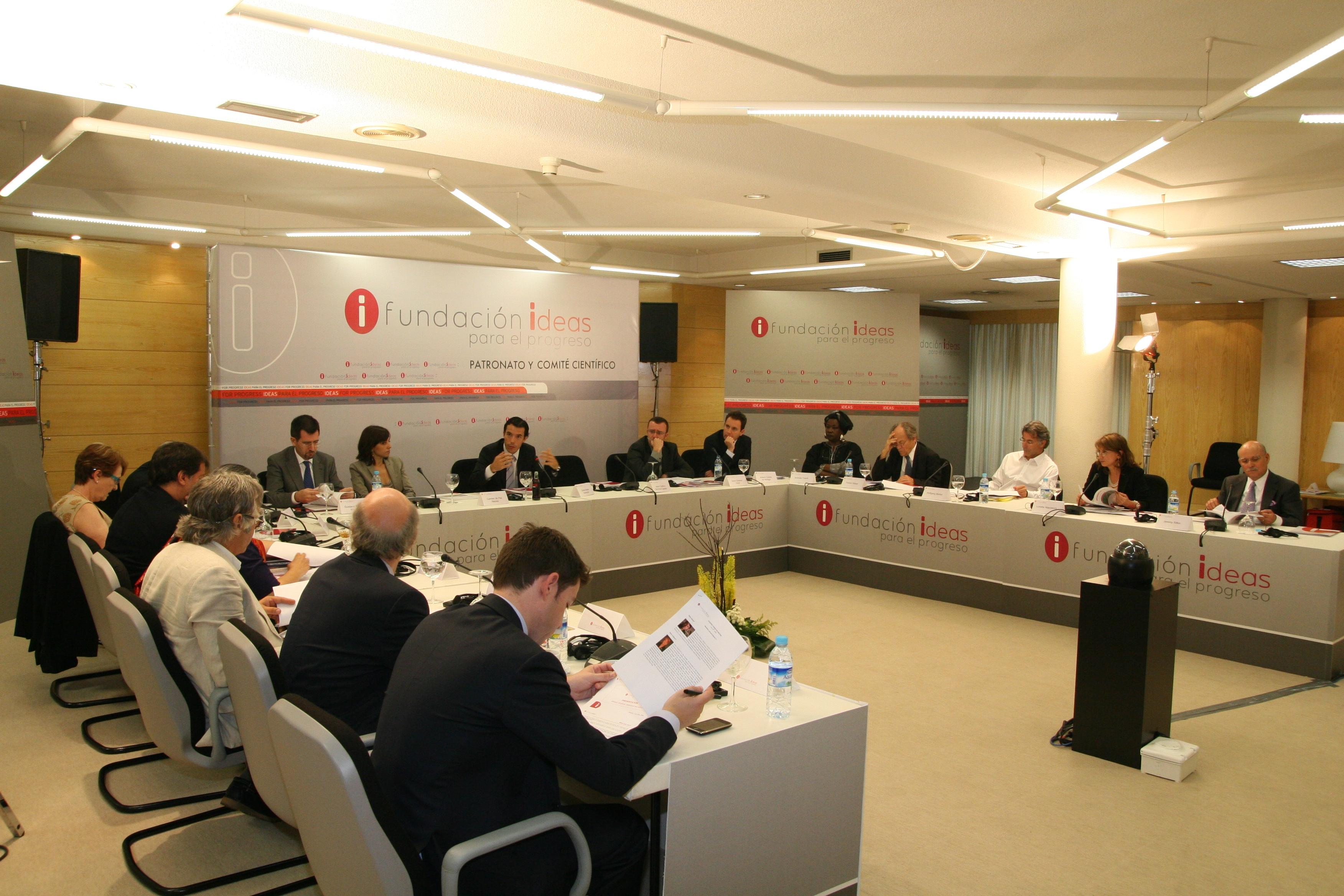
Jesús Caldera met sur pied la fondation IDEAS comme laboratoire d'idées du PSOE.

Le secrétaire à l'Organisation du PSOE, José Blanco, révèle, deux jours après l'annonce du gouvernement, que Jesús Caldera s'est vu confier « le défi de créer une grande fondation ». Ce projet, poursuivi par Blanco depuis huit ans, consiste à fusionner les quatre fondations socialistes existantes. L'objectif de ce nouvel organisme sera de réfléchir sur la pensée progressiste, les nouveaux défis de la société, et de former les futurs dirigeants du parti.
Il est désigné, le 5 juillet, secrétaire aux Idées et aux Projets de la commission exécutive fédérale du PSOE — poste qu'il cumulera avec la direction de la nouvelle fondation — par le XXXVIIe congrès fédéral du parti. Le lendemain, José Luis Rodríguez Zapatero annonce la naissance de la fondation IDEAS, expliquant que cet acronyme (en français : « Idées ») renvoie aux cinq concepts qui sont « notre raison d'être et d'exister » : l'égalité (igualdad), les droits, l'écologie, l'action et la solidarité. La première note de la fondation, publiée le 11 décembre, propose notamment de taxer les transactions financières et de réformer la gouvernance des entreprises.
IDEAS présente, le 20 mai 2009, le rapport « Un nouveau modèle énergétique pour l'Espagne », qui promeut la fermeture progressive des centrales nucléaires entre 2009 et 2028, dès qu'elles ont atteint 40 ans d'exploitation, et assure que le pays peut être autosuffisant en électricité d'origine renouvelable à l'horizon 2050, ce qui créerait plus d'un million d'emplois. La veille, Jesús Caldera avait pourtant respecté la discipline de groupe au Congrès en rejetant une résolution, présentée par Izquierda Unida (IU), réclamant la mise à l'arrêt de la centrale nucléaire Santa María de Garoña sous trois mois. Sa proposition est critiquée par Felipe González et Javier Solana.

## Retrait de la vie politique

### Reconduit par Rubalcaba

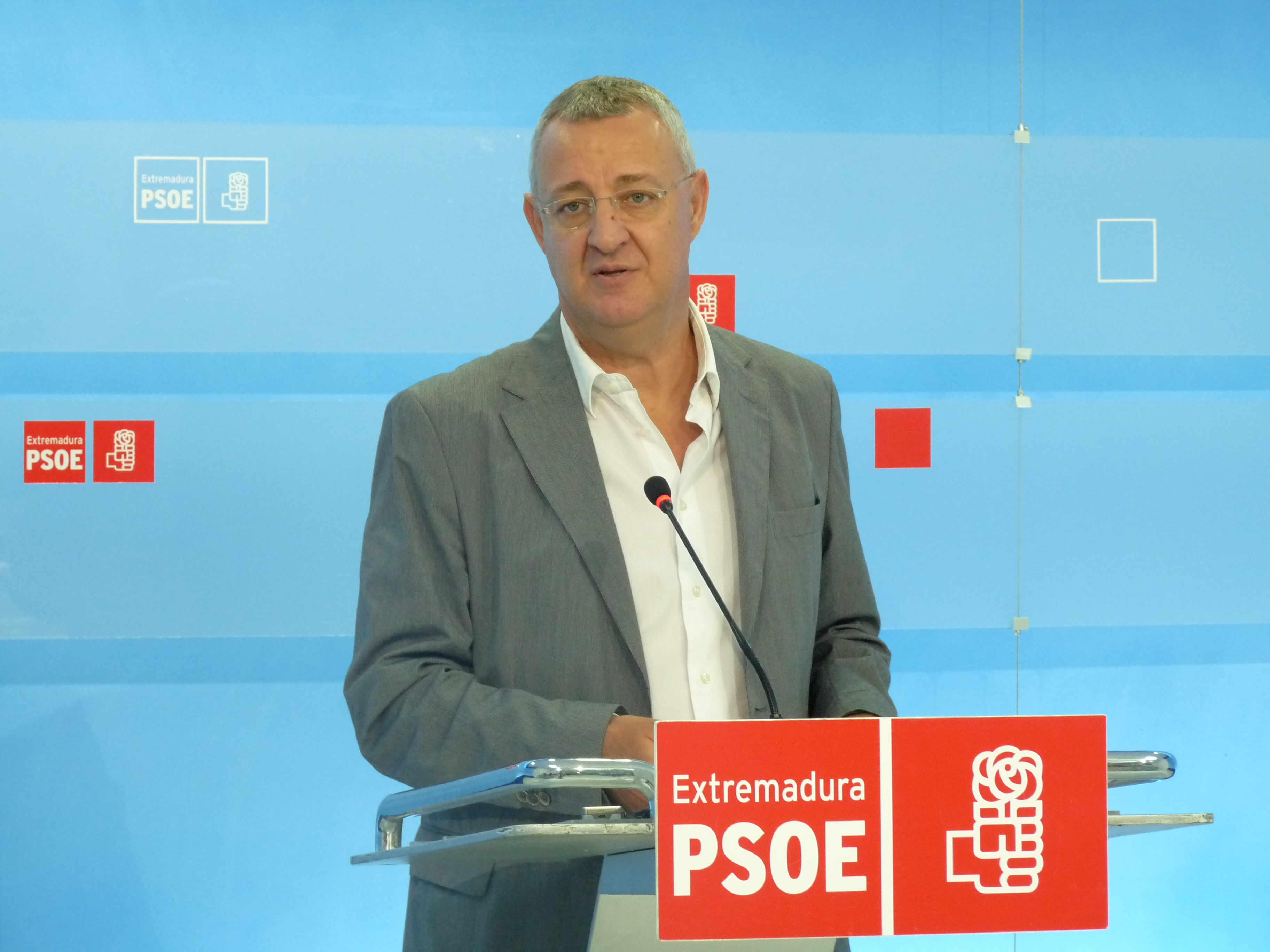
Jesús Caldera est reconduit en 2012 comme secrétaire aux Idées.

Le 20 juin 2011, le chef de file électoral du PSOE, Alfredo Pérez Rubalcaba, confie à Jesús Caldera le soin de coordonner la rédaction du programme du parti pour les élections générales anticipées du 20 novembre. Rubalcaba présente, le 1er octobre, les principaux axes du projet socialiste, à l'occasion d'une conférence politique : imposer la parité stricte dans les conseils d'administration, augmenter les droits d'accise sur le tabac et l'alcool pour financer le système de santé publique, fermer les centrales nucléaires d'ici 2028 et instaurer le vote préférentiel.
La commission exécutive du Parti socialiste le choisit, le 28 novembre, comme coordonnateur de la motion d'orientation (ponencia marco) du XXXVIIIe congrès fédéral, convoqué en février 2012 à Séville. Soutien de Rubalcaba pour l'élection du secrétaire général face à Carme Chacón, Caldera est ensuite reconduit dans ses responsabilités de secrétaire aux Idées et au Programme,.
Il annonce, le 22 janvier 2013, le licenciement avec effet immédiat de Carlos Mulas, directeur de la fondation IDEAS, après que la presse a révélé que l'institution a rémunéré, en 2010 et 2011, l'autrice Amy Martin pour une série de notes pour un total de 50 000 à 60 000 euros, alors que cette personne n'existe pas. Il est révélé le lendemain que les documents étaient en réalité rédigés par l'épouse de Mulas, Irene Zoe Alameda (es), qui assure que son mari — dont elle dit être séparée — n'était au courant de rien. Dix mois plus tard, Rubalcaba décide la fermeture de la fondation au 1er janvier 2014, et de transférer ses activités à la fondation Pablo-Iglesias, dénonçant un problème de gestion et des contrôles insuffisants.

### Fin de parcours
Après que Rubalcaba a convoqué un congrès fédéral extraordinaire à l'été 2014, le nouveau secrétaire général Pedro Sánchez remplace Jesús Caldera par Meritxell Batet au sein de la direction. Le 18 septembre suivant, il déclare qu'il ne sera pas candidat aux élections générales du 20 décembre 2015, à l'instar de Trinidad Jiménez, indiquant « [s'en aller] volontairement » et exprimant « tout [son] soutien » à Pedro Sánchez. Il met ainsi un terme à 33 ans de vie parlementaire.
Il réintègre, à sa demande, le 13 février 2016, la mairie d'Ávila, comme secrétaire municipal. L'adjoint au maire délégué Ressources humaines, qui exprime son « plus profond respect » pour la trajectoire politique de Caldera, indique que ce retour « se fait en toute normalité » et que l'ancien ministre devient « un fonctionnaire de cette maison, comme ses 400 collègues ». Dans une interview accordée en 2021 au journal El Periódico de España, Jesús Caldera affirme que reprendre ce poste a toujours été son souhait, mais qu'il lui a fallu dix-huit mois pour être pleinement opérationnel en raison des changements de législation intervenus depuis son placement en détachement.
Dans la perspective des élections générales anticipées du 23 juillet 2023, il signe aux côtés de nombreux ex-ministres des gouvernements González et Zapatero un manifeste de soutien à Pedro Sánchez et d'appel au vote en faveur du Parti socialiste.

## Publications
- (es) Jesús Caldera, Un tiempo para la igualdad, Turpial, 2011 (ISBN 8495157330).